# Высокогривский сельсовет
Высокогривский сельсовет — упразднённое муниципальное образование (сельское поселение) и административно-территориальное образование в Панкрушихинском районе Алтайского края России. Административный центр — село Высокая Грива.

## Население
По результатам Всероссийской переписи населения 2002 года, численность населения муниципального образования составляла 978 человек.

## Состав сельского поселения
В состав сельского поселения входили 2 населённых пунктов:
| № | Населённый пункт | Тип населённого пункта       | Население |
| - | ---------------- | ---------------------------- | --------- |
| 1 | Высокая Грива    | село, административный центр | ↘541      |
| 2 | Конёво           | село                         | ↘158      |

## История
В 2011 году Подойниковский и Высокогривский сельсовет объединены в Подойниковский сельсовет.